# Макдермотт, Бобби
Роберт Фредерик «Бобби» Макдермотт (англ. Robert Frederick "Bobby" McDermott; 7 января 1914, Уайтстоун, Куинс, Нью-Йорк, штат Нью-Йорк, США — 3 октября 1963, Йонкерс, Нью-Йорк, США) — американский профессиональный баскетболист и тренер. Чемпион АБЛ (1935), а также трёхкратный чемпион НБЛ (1944—1945, 1947). Лучший игрок НБЛ за всю историю лиги. Член Зала славы баскетбола с 1988 года.

## Ранние годы
Бобби Макдермотт родился 7 января 1914 года в Куинсе (район Уайтстоун), самом большом по территории боро Нью-Йорка, учился в школе Флашинг из одноимённого района Куинса, в которой играл за местную баскетбольную команду.

## Профессиональная карьера
Играл на позиции атакующего защитника. В 1934 году Макдермотт бросил школу, решив посвятить себя баскетболу, заключил соглашение с командой «Бруклин Визитэйшнс», выступавшей в Американской баскетбольной лиге и уже в дебютном сезоне помог своей команде стать чемпионом АБЛ. Позже выступал за команды «Ориджинал Селтикс» (АБЛ), «Балтимор Клипперс» (АБЛ), «Форт-Уэйн Золлнер Пистонс» (НБЛ), «Чикаго Американ Гиэрс» (НБЛ, ПБЛА), «Шебойган Рэд Скинс» (НБЛ), «Три-Ситис Блэкхокс» (НБЛ), «Хэммонд Кэлумет Бакканирс» (НБЛ), «Уилкс-Барре Баронс» (АБЛ) и «Гранд-Рапидс Хорнетс» (НПБЛ). Всего в НБЛ провёл 8 сезонов, в АБЛ — 5 сезонов, а в ПБЛА и НПБЛ — по 1 сезону. В сезонах 1943/1944 и 1944/1945 годов, будучи одноклубником Бадди Дженнетта и Чика Райзера, Макдермотт в составе «Золлнер Пистонс» выиграл два чемпионских титула и попутно стал самым результативным игроком команды (306 и 603 очка соответственно), а в сезоне 1946/1947 годов, сменив прописку в середине сезона, вместе с Джорджем Майкеном привёл к титулу свою новую команду «Чикаго Американ Гиэрс». Помимо этого шесть раз включался в 1-ю сборную всех звёзд НБЛ (1942—1947), а также один раз — во 2-ю сборную всех звёзд НБЛ (1948). В 1943 году Бобби Макдермотт стал самым результативным игроком регулярного чемпионата НБЛ, к тому же четыре года подряд становился самым ценным игроком регулярного чемпионата НБЛ (1943—1946), после упразднения лиги был включён в сборную всех времён НБЛ, а специальным голосованием в средствах массовой информации (СМИ) был признан величайшим игроком всех времён НБЛ. Всего за карьеру в НБЛ сыграл 287 игр, в которых набрал 3583 очка (в среднем 12,5 за игру), попутно став самым результативным игроком НБЛ за всю историю лиги. Помимо этого Макдермотт в составе «Золлнер Пистонс», «Американ Гиэрс» и «Блэкхокс» семь раз участвовал во Всемирном профессиональном баскетбольном турнире, став его трёхкратным победителем (1944—1946) и самым ценным игроком турнира (1944).

## Тренерская карьера
Последние три с половиной года в качестве игрока «Форт-Уэйн Золлнер Пистонс» Макдермотт был играющим тренером команды (1943—1946), причём в первом же сезоне привёл свой клуб к званию чемпионов НБЛ, став первым играющим тренером, выигравшим чемпионат среди профессионалов, а в следующем году повторил свой успех, помимо этого в победных сезонах признавался тренером года НБЛ (1944—1945). В середине сезона 1946/1947 годов Бобби сменил прописку, перебравшись в клуб «Чикаго Американ Гиэрс», в котором также занял должность играющего тренера. В новой команде Макдермотт объединился с Джорджем Майкеном, только начавшем свою профессиональную карьеру, и совместными усилиями они привели «Гиэрс» к чемпионскому титулу. В следующем сезоне клуб «Чикаго Американ Гиэрс» присоединился к ПБЛА, однако, проведя всего восемь матчей в регулярном чемпионате, прекратил своё существование в ноябре 1947 года, а его игроки были распределены среди команд НБЛ. Бобби перебрался в команду «Шебойган Рэд Скинс», в составе которой провёл всего шестнадцать игр, набрав 138 очков, девять из которых в качестве играющего тренера, сменив на этой должности Докси Мура. Выиграв из девяти матчей всего четыре, Макдермотт покинул свой пост, а бразды правления вновь взял на себя Мур. Последним местом работы Макдермотта в качестве играющего тренера команд НБЛ стал клуб «Три-Ситис Блэкхокс», в котором он провёл до конца сезон 1947/1948 годов, выведя его в финал конференции, и большую часть следующего, окончание которого он доигрывал уже в составе «Хэммонд Кэлумет Бакканирс». В начале сезона 1950/1951 годов Бобби руководил командой «Гранд-Рапидс Хорнетс», выступавшей в НПБЛ.

## Смерть
Бобби Макдермотт скончался в пятницу, 3 октября 1963 года, от полученных травм, причинённых в результате дорожно-транспортного происшествия две недели назад, на 50-м году жизни в городе Йонкерс (штат Нью-Йорк). В 1988 году он был включён в Зал славы баскетбола.